# Jekatěrina Samucevičová
Jekatěrina Stanislavovna Samucevičová (* 9. srpna 1982) je ruská politická aktivistka. Byla členkou proti Putinovské punkrockové skupiny Pussy Riot.

## Trestní minulost
17. srpna 2012 byla za vystoupení v moskevské katedrále Krista Spasitele odsouzena za chuligánství motivované náboženskou nenávistí ke dvěma letům odnětí svobody. Svaz solidarity s politickými vězni ji uznal politickou vězeňkyní. Organizace Amnesty International ji kvůli „tvrdosti reakce ruských úřadů“ označila za vězneňkyni svědomí.
Moskevský odvolací soudce ji 10. října 2012 podmíněně propustil na základě argumentu jejího právníka, že než mohla vyndat kytaru z pouzdra, zastavila ji stráž katedrály. V letech po svém propuštění Samucevičová zmizela z očí veřejnosti a pravidelně mění svou e-mailovou adresu a telefonní číslo.

## Kariéra
Samucevičová nejprve vystudovala informatiku na Moskevském energetickém institutu a pracovala ve výzkumném středisku jako programátorka, poté odešla studovat mediální umění na Rodčenkovu školu fotografie a multimédií, kterou absolvovala jako nejlepší studentka třídy. Dva roky pracovala pro dodavatele obranného průmyslu na tajném projektu, jehož cílem bylo vyvinout software pro útočnou jadernou ponorku K-152 Nerpa. Poté pracovala jako programátorka na volné noze. Zajímá se o problematiku LGBTQ. Soudních jednání se účastnil její otec Stanislav Samucevič, s nímž žila před svým zatčením, který uvedl, že se cítí „hrdý na to, jak je pevná a připravená čelit trestu, aniž by zradila své přesvědčení“.

## Aktivismus
Samucevičová je od roku 2007 členkou kolektivu Vojna. V roce 2010 byla Samucevičová součástí skupiny aktivistek Vojny, které se pokusily vypustit živé šváby do budovy Taganského soudu; do jaké míry se jim tato akce podařila, je sporné. Později byla v téže budově stíhána za jejich účast na „punkové modlitbě“ Pussy Riot. Od ledna do března 2011 se také účastnila série akcí nazvaných Operace Kiss Garbage. Tento protest spočíval v tom, že členky skupiny líbaly policistky ve stanicích moskevského metra a na ulicích. Jednalo se především o protivládní protest, ale také o kontroverzní akci, protože nekonsenzuální „líbání ze zálohy“ mohlo být považováno za sexuální obtěžování.